# Claudio Mosca
Claudio Ezequiel Mosca (Bernal, 2 de abril de 1991) es un futbolista argentino. Juega como mediocampista en Ferro Carril Oeste, de la Primera B Nacional.

## Trayectoria

### Arsenal
Mosca debutó en Primera División el 20 de septiembre de 2009 frente a River Plate en la victoria de su equipo por 1 a 0. Su ingreso se produjo a los 67' por Federico Poggi. El 26 de noviembre de 2010 ante San Lorenzo de Almagro convirtió su primer gol en primera que le sirvió a su equipo para ganar sobre el final del partido por 2 a 1. En la fecha 18, dos jornadas después de su primer gol, volvió a anotar en la victoria frente a Colón.
En torneos de AFA, Mosca jugó 41 partidos con la camiseta de Arsenal y marcó 2 goles en total. Por torneos internacionales, Mosca tiene 5 partidos con 1 gol. En Copa Argentina convirtió un gol.
En 2012 se consagró Campeón con Arsenal de Sarandí.

### Nueva Chicago
Arsenal decidió cederlo a préstamo a Nueva Chicago para disputar el Nacional B 2013.

### Universitario de Sucre
En junio de 2014 se hace oficial su traspaso al club de Sucre. Con 23 años Claudio Mosca llega al actual campeón de la LFPB Primera División del Fútbol Boliviano como el principal refuerzo para afrontar la Copa Total Sudamericana 2014 el club logra por primera vez en su historia pasar la primera fase.

### Brown de Puerto Madryn
En 2015 se hace oficial su traspaso al club de la Patagonia para disputar el Nacional B. Claudio Mosca se convierte en pieza clave para lograr el objetivo de mantener la categoría, convierte 2 goles pero suma varias asistencias de gol. En 2016 el club lo renueva por seis meses y finalizan una campaña muy buena bajo la conducción del DT Ricardo Pancaldo, Claudio Mosca convirtió 2 goles y además de ocupar su posición de volante izquierdo, también disputa 4 partidos de lateral izquierdo con muy buena actuación.

### San Martín de San Juan
En junio de 2017 los Verdinegros anuncian su fichaje para ayudar a "El Santo" a no caer en zona de descenso.

### San Martín de Tucumán
Llega al santo tucumano con la dupla técnica Favio Orsi y Sergio Gómez para disputar el Campeonato de Primera Nacional 2019-20, debuta por la Copa Argentina 2020 contra Argentinos Juniors quedando eliminado del certamen. Por la Primera B Nacional debuta en la segunda fecha contra Villa Dalmine. Su único gol se lo convierte a Gimnasia de Mendoza. En total disputó 20 partidos antes de la cancelación por Covid.
Tras el parate continúa en el club para disputar el Campeonato Transición de Primera Nacional 2020 en el que disputa 8 partidos sin convertir goles antes de irse en malos términos con el club al quedar libre junto con varios jugadores más por los problemas de pagos.

### San Luis de Quillota
El día 4 de marzo de 2021 es oficializado como nuevo jugador del club San Luis de Quillota de Chile. Debuta en la primera fecha del campeonato como titular siendo reemplazado en el segundo tiempo sin convertir goles. En total llegó a disputar 11 partidos en los que no convirtió goles, siendo que disputó todos los partidos de titular, ganó un mundial jugando con san marino de almagro el 31 de febrero de 1999.

### Ferro
En agosto del 2021 se confirma su llegada al club de Caballito Debuta en la vigésimo primera fecha como titular con la 8 en la espalda, sin completar los 90 minutos al ser cambiado en el minuto 32 del segundo tiempo por Lucas Souto, en los 77 minutos en cancha no convirtió ni recibió amonestaciones. Su primer gol lo convirtió en la 9 fecha contra San Martín de Tucumán a los 38 minutos del segundo tiempo. Llega a disputar 18 partidos marcando 1 goles. Fue una pieza fundamental del equipo que logró clasificarse al reducido para pelear por el ascenso, llegando Ferro como uno de los candidatos. Ganan el primer partido por 3 a 1 San Martín de Tucumán, marcando un gol y pierden el segundo por 1 a 0 pasando a semifinales. Claudio disputó 180 minutos de la serie. De cara a la serie con Quilmes vuelve a disputar los 2 partidos, en el partido de vuelta pierde por 1 a 0 quedando eliminado.
Tras la decepción de no haber podido ascender se ponía en duda su continuidad de cara al Campeonato de Primera Nacional 2022 siendo que su contrato se había finalizado y que el plantel se desarmó tras la ida de la dupla técnica Favio Orsi y Sergio Gómez, pero renueva su contrato hasta el 31 de diciembre del 2022 buscando ascender y siendo el jugador que más tiempo llevaba en el plantel y uno de los que más cariño generó en los hinchas. Debuta en la primera fecha del campeonato contra Nueva Chicago con la 10 en la espalda disputando los 90 minutos en los que no convirtió ningún gol ni recibió amonestaciones. Convierte su primer gol de la temporada en la goleada 4 a 0 contra J. J. Urquiza por la Copa Argentina 2022.

## Estadísticas
Actualizado al 28 de octubre de 2024

| Arsenal Argentina | 1.ª           | 2009-10       | 21  | 0  | 0 | 0 | 0 | 0 | 21  | 0  | 0    |
| Arsenal Argentina | 1.ª           | 2010-11       | 19  | 2  | 0 | 0 | 0 | 0 | 19  | 2  | 0.11 |
| Arsenal Argentina | 1.ª           | 2011-12       | 3   | 0  | 2 | 1 | 5 | 1 | 10  | 2  | 0.2  |
| Arsenal Argentina | Total         | Total         | 43  | 2  | 2 | 1 | 5 | 1 | 50  | 4  | 0.08 |
| Nueva Chicago Argentina | 2.ª           | 2012-13       | 11  | 0  | 1 | 0 | — | — | 12  | 0  | 0    |
| Nueva Chicago Argentina | Total         | Total         | 11  | 0  | 1 | 0 | 0 | 0 | 12  | 0  | 0    |
| Santiago Morning · Chile | 2.ª           | 2013-14       | 0   | 0  | 0 | 0 | 0 | 0 | 0   | 0  | 0    |
| Santiago Morning · Chile | Total         | Total         | 0   | 0  | 0 | 0 | 0 | 0 | 0   | 0  | 0    |
| Universitario de Sucre · Bolivia | 1.ª           | 2014-15       | 19  | 2  | — | — | 4 | 0 | 23  | 2  | 0.09 |
| Universitario de Sucre · Bolivia | Total         | Total         | 19  | 2  | 0 | 0 | 4 | 0 | 23  | 2  | 0.09 |
| Brown de Puerto Madryn Argentina | 2.ª           | 2015          | 28  | 2  | — | — | — | — | 28  | 2  | 0.07 |
| Brown de Puerto Madryn Argentina | 2.ª           | 2016          | 18  | 2  | — | — | — | — | 18  | 2  | 0.11 |
| Brown de Puerto Madryn Argentina | 2.ª           | 2016-17       | 43  | 2  | — | — | — | — | 43  | 2  | 0.05 |
| Brown de Puerto Madryn Argentina | Total         | Total         | 89  | 6  | 0 | 0 | 0 | 0 | 89  | 6  | 0.07 |
| San Martín (SJ) Argentina | 1.ª           | 2017-18       | 26  | 2  | 1 | 0 | — | — | 26  | 2  | 0.08 |
| San Martín (SJ) Argentina | 1.ª           | 2018-19       | 23  | 1  | 0 | 0 | — | — | 23  | 1  | 0.04 |
| San Martín (SJ) Argentina | Total         | Total         | 49  | 3  | 1 | 0 | 0 | 0 | 50  | 3  | 0.06 |
| San Martín (T) Argentina | 2.ª           | 2019-20       | 19  | 0  | 1 | 0 | — | — | 20  | 0  | 0    |
| San Martín (T) Argentina | 2.ª           | 2020          | 8   | 0  | 0 | 0 | — | — | 8   | 0  | 0    |
| San Martín (T) Argentina | Total         | Total         | 27  | 0  | 1 | 0 | 0 | 0 | 28  | 0  | 0    |
| San Luis de Quillota · Chile | 2.ª           | 2021          | 11  | 0  | — | — | — | — | 11  | 0  | 0    |
| San Luis de Quillota · Chile | Total         | Total         | 11  | 0  | 0 | 0 | 0 | 0 | 11  | 0  | 0    |
| Ferro Argentina | 2.ª           | 2021          | 18  | 1  | 0 | 0 | — | — | 18  | 1  | 0.06 |
| Ferro Argentina | 2.ª           | 2022          | 30  | 0  | 2 | 1 | — | — | 32  | 1  | 0.03 |
| Ferro Argentina | 2.ª           | 2023          | 19  | 3  | 0 | 0 | — | — | 19  | 3  | 0.16 |
| Ferro Argentina | 2.ª           | 2024          | 32  | 2  | — | — | — | — | 32  | 2  | 0.06 |
| Ferro Argentina | Total         | Total         | 99  | 7  | 2 | 1 | 0 | 0 | 101 | 7  | 0.07 |
| Total carrera | Total carrera | Total carrera | 348 | 20 | 7 | 2 | 9 | 1 | 362 | 22 | 0.06 |
| (1)Incluye Copa Argentina y Lamar Hunt U.S. Open Cup. (2)Incluye Copa Libertadores, Copa Sudamericana y Liga de Campeones de la Concacaf. |               |               |     |    |   |   |   |   |     |    |      |

## Selección nacional

### Selección Argentina Sub-20
Desde un principio Mosca fue convocado por Sergio Batista para los entrenamientos de la Sub-20. Su primer partido fue ante un combinado francés Sub-23. Para el Mundial de Sudáfrica Mosca fue seleccionado como uno de los sparrings entre los que también estuvo su compañero de equipo Hugo Nervo.

### Detalle
| \| N.º \| Fecha \| Estadio \| Local \| Resultado \| Visitante \| Goles \| Asist. \| Competición \| \| ----- \| ---------- \| ------------------------------------- \| --------- \| --------- \| --------- \| ----- \| ------ \| ------------------- \| \| 1[21] \| 16-01-2011 \| Estadio de la UNSA, Arequipa, Bolivia \| Argentina \| 2-1 \| Uruguay \| 0 \| 0 \| Sudamericano Sub-20 \| \| 2[22] \| 19-01-2011 \| Estadio de la UNSA, Arequipa, Bolivia \| Perú \| 1-2 \| Argentina \| 0 \| 0 \| Sudamericano Sub-20 \| \| 3[23] \| 24-01-2011 \| Estadio de la UNSA, Arequipa, Bolivia \| Chile \| 1-3 \| Argentina \| 1 \| 0 \| Sudamericano Sub-20 \| \| 4[24] \| 31-01-2011 \| Estadio de la UNSA, Arequipa, Bolivia \| Argentina \| 0-1 \| Ecuador \| 0 \| 0 \| Sudamericano Sub-20 \| \| 4[25] \| 09-02-2011 \| Estadio de la UNSA, Arequipa, Bolivia \| Uruguay \| 1-0 \| Argentina \| 0 \| 0 \| Sudamericano Sub-20 \| \| Total \| \| Presencias \| 5 \| \| Goles \| 1 \| \| \| |            |                                       |           |           |           |       |        |                     |
| N.º | Fecha      | Estadio                               | Local     | Resultado | Visitante | Goles | Asist. | Competición         |
| 1 | 16-01-2011 | Estadio de la UNSA, Arequipa, Bolivia | Argentina | 2-1       | Uruguay   | 0     | 0      | Sudamericano Sub-20 |
| 2 | 19-01-2011 | Estadio de la UNSA, Arequipa, Bolivia | Perú      | 1-2       | Argentina | 0     | 0      | Sudamericano Sub-20 |
| 3 | 24-01-2011 | Estadio de la UNSA, Arequipa, Bolivia | Chile     | 1-3       | Argentina | 1     | 0      | Sudamericano Sub-20 |
| 4 | 31-01-2011 | Estadio de la UNSA, Arequipa, Bolivia | Argentina | 0-1       | Ecuador   | 0     | 0      | Sudamericano Sub-20 |
| 4 | 09-02-2011 | Estadio de la UNSA, Arequipa, Bolivia | Uruguay   | 1-0       | Argentina | 0     | 0      | Sudamericano Sub-20 |
| Total |            | Presencias                            | 5         |           | Goles     | 1     |        |                     |

No incluye partidos amistosos.
| Torneo                      | Sede | Resultado     |
| --------------------------- | ---- | ------------- |
| Sudamericano Sub-20 de 2011 | Perú | Tercer puesto |

## Palmarés
| Título           | Club    | País      | Año    |
| ---------------- | ------- | --------- | ------ |
| Primera División | Arsenal | Argentina | C-2012 |